# Производство биоэтанола в Бразилии
Бразилия — второй по объёму производитель биоэтанола в мире. Бразилия и США уже несколько лет лидируют в промышленном производстве этанолового топлива, и в 2017 году на их долю приходилось 85 процентов мирового производства. В том же году Бразилия произвела 26,72 миллиарда литров (7,06 миллиарда жидких американских галлонов), что составляет 26,1 процента от общего объёма этанола в мире, используемого в качестве топлива.
В период с 2006 по 2008 годы Бразилия считалась первой в мире «устойчивой» биотопливной экономикой и лидером производства биотоплива, моделью политики для других стран. Бразильский этанол из сахарного тростника считается «наиболее успешным альтернативным топливом на сегодняшний день». В то же время, другие авторы рассматривают успешную бразильскую этаноловую модель стабильной только для Бразилии, ввиду её продвинутых сельскохозяйственных технологий, а согласно другим автором это решение применимо только для некоторых стран тропической зоны Латинской Америки, Карибского бассейна и Африки. Однако в последние годы появилось биотопливо более поздних поколений, в котором не используются пищевые культуры, выращивающиеся исключительно для производства топлива.
Бразильская 40-летняя программа по производству этанола основана на самой эффективной сельскохозяйственной технологии выращивания сахарного тростника в мире, использует современное оборудование и дешёвый сахарный тростник в качестве сырья. Остаточные отходы тростника (жмых) используются для производства тепла и электричества, в результате цена становится  очень конкурентоспособной, а также к высокому энергетическому балансу (выходная энергия / входная энергия), который варьируется от 8,3 для средних условий до 10,2 для передового производства. В 2010 году Агентство по охране окружающей среды США определило бразильский этанол из сахарного тростника в качестве передового биотоплива из-за его сокращения на 61% общих выбросов парниковых газов в течение жизненного цикла, включая прямые косвенные выбросы, связанные с изменением землепользования.
В настоящее время в Бразилии больше нет легковых автомобилей, работающих на чистом бензине. С 1976 года правительство сделало обязательным использование смеси безводного этанола с бензином в диапазоне от 10% до 22% что требует лишь незначительной регулировки на обычных бензиновых двигателях. В 1993 году обязательная смесь была установлена законом на уровне 22% безводного этанола (E22) во всей стране, но с возможностью власти на местах устанавливать различные проценты этанола в заранее установленных границах. В 2003 году эти пределы были установлены на уровне минимум 20% и максимум 25%. С 1 июля 2007 года обязательные пределы установлены в 25% безводного этанола и 75% бензина или смеси E25. В апреле 2011 года нижний предел был опущен до 18% из-за периодической нехватки этанола и высоких цен в период между сезонами сбора урожая. К середине марта 2015 года правительство временно увеличило содержание этанола в обычном бензине с 25% до 27%.
Бразильская автомобильная промышленность разработала автомобили с гибким выбором топлива, которые могут работать на любой пропорции бензина (смесь E20-E25) и водного этанола (E100).Появившиеся на рынке в 2003 г. такие автомобили имели коммерческий успех, доминируя на рынке легковых автомобилей с долей рынка 94% всех новых автомобилей и легковых автомобилей, проданных в 2013 г. К середине 2010 года на рынке было доступно 70 таких моделей, а по состоянию на декабрь 2013 год в общей сложности 15 производителей автомобилей производят двигатели с гибким выбором топлива доминирующие во всех сегментах рынка легковых автомобилей, кроме спортивных автомобилей, внедорожников и минивэнов. В марте 2010 года  совокупное производство автомобилей с гибким выбором топлива и легких коммерческих автомобилей достигло показателя в 10 миллионов автомобилей , показатель в 20 миллионов единиц был достигнут в июне 2013 г.  По состоянию на июнь 2015 года совокупный объем продаж легковых автомобилей с гибким топливом составил 25,5 миллионов единиц, а производство мотоциклов с гибким выбором топлива в марте 2015 года составило 4 миллиона.
Успех автомобилей с гибким выбором топлива  вместе с обязательной смесью E25 по всей стране позволил в феврале 2008 года увеличить потребление этанола в стране до 50% рынка бензиновых автомобилей. В энергетическом эквиваленте этанол из сахарного тростника составлял 17,6% от общего потребления энергии транспортным сектором страны в 2008 году.